# Adityas
Die Adityas (Sanskrit आदित्य Āditya, wörtlich: zu Aditi gehörend) sind eine Gruppe von Gottheiten der indischen Mythologie. Die Anzahl und Namen werden in den verschiedenen Schriften unterschiedlich angegeben. Die Adityas verkörpern die unterschiedlichen Prinzipien der Herrschaft und der Welt. Sie gelten als Gottheiten, denen nicht Naturerscheinungen, sondern ethische und soziale Begriffe zu Grunde lagen, wodurch sie auch als Personifizierung von Dharma, der kosmischen und gesellschaftlichen Gesetze, gesehen werden. Im heutigen Hinduismus kommt ihnen, außer Vishnu, nur geringe Bedeutung zu. Ihre Mutter ist die Göttin Aditi, mit der sie häufig gemeinsam angerufen werden. Ebenso wie ihre Mutter Aditi, können die Adityas von Sünden, Enge, Chaos und Unwissenheit befreien.
Die Veden nennen gewöhnlich Varuna als Anführer der Adityas, weshalb er auch selbst der Aditya genannt wird. Der Rigveda zählt die sechs Adyitas Mitra, Aryaman, Bhaga, Varuna, Daksha und Amsa auf, für gewöhnlich erscheinen sie jedoch als sieben Adityas ohne Namensnennung. An einer Stelle kommt zu den sieben der göttliche Vorfahre der Menschen, Martanda, als achter Aditya hinzu, der als Sohn der Aditi nicht zu den Göttern ging, sondern sich fortpflanzen sollte und damit sterblich wurde. Im Taittiriya-Brahmana dagegen werden Daksha und Martanda nicht erwähnt, stattdessen erscheinen dort als Adityas noch Dhatar, Indra und Vivasvat. Im Satapatha-Brahmana schließlich sind es zwölf Adityas.
Insbesondere Varuna und Mitra galten in frühvedischer Zeit als Asuras, ursprünglich Götter, die später zu „Dämonen“ degradiert wurden. Sie können über Maya verfügen und bestimmen dadurch die kosmische Ordnung (RTA) und die moralische Ordnung der Menschen, als deren Behüter sie auch galten. Sie durchschauen die Charaktereigenschaften des Menschen und unter ihrer Führung werden Abwege vermieden, sie hassen die Unwahrheit und bestrafen Sünden. Die Brihadaranyaka-Upanishade berichtet über lediglich 33 Götter, von denen zwölf Adityas sind und die als ordnende Kräfte die Herrscherprinzipien repräsentieren.
Spätestens die nachvedischen Schriften geben die Zahl der Adityas normalerweise immer mit zwölf an: Aryaman ('der Gastliche, der Fremde'), Bhaga ('der Gebende'), Daksha ('der Geschickte', manchmal an seiner Stelle Dhatar, auch Dhatri), Mitra ('Freund'), Varuna ('der bindet'), Amsa ('der Großzügige, Tolerante'), Tvashtri ('der Gestalter'), Savitri ('der Antreiber'), Pushan ('der Ernährer'), Saktra ('der Mächtige'), Vivasvat ('der Strahlende') sowie Vishnu ('der Wirkende, der Allesdurchdringende'). Die Aufzählung hat aber auch Abweichungen. So ist Daksha im Vishnupurana der Vater von Aditi und die Aufzählung der Adityas als ihre Söhne enthält hier Dhuti anstatt Daksha.
Die zwölf Adityas sind unterschiedlichen Aspekten der Sonne im Jahreslauf von zwölf Monaten zugeordnet. Sie galten auch als Schützer der himmlischen Gestirne und als Verteidiger gegen Übel, Chaos, Unwissenheit und Krankheiten. Sie werden als vieläugig, golden, leuchtend und Götter des Lichts beschrieben, wobei sie keine besondere Form des Lichts darstellen. Als ihr Vater wird in der nachvedischen Literatur manchmal Kashyapa genannt. Aditya ist auch einer der Namen des Sonnengottes Surya. Innerhalb der verschiedenen Götterklassen der Veden, zählt man die Adityas zu den Himmelsgottheiten.